# Stefan Babinsky
Stefan Babinsky (* 2. April 1996 in Bremen, Deutschland) ist ein österreichischer Skirennläufer. Er gehört aktuell dem A-Kader des Österreichischen Skiverbandes an und ist auf die schnellen Disziplinen Abfahrt und Super-G spezialisiert.

## Biografie
Stefan Babinsky stammt aus Seckau und startet für den Skiverein aus der Nachbargemeinde Gaal. Er begann im Alter von zweieinhalb Jahren mit dem Skifahren und startete seine Karriere als Rennläufer mit fünf Jahren. Nach Gewinn der steirischen Kindermeisterschaften 2006 konnte er sowohl auf Landes- als auch auf Bundesebene mehrere Schülermeistertitel gewinnen. Er besuchte das Abteigymnasium Seckau sowie Skigymnasium Saalfelden. Er hat zwei Schwestern.
Babinsky bestritt im Alter von 15 Jahren seine ersten FIS-Rennen und nahm wenige Monate später erstmals am Australia New Zealand Cup teil. Im Januar 2015 gab er nach einer langwierigen Knorpelverletzung sein Debüt im Europacup, konnte sich vorerst aber nicht in den Punkterängen klassieren. Im folgenden Winter gelang ihm eine deutliche Steigerung und er qualifizierte sich mit den Europacup-Rängen vier und fünf in den Abfahrten im Sarntal für die Juniorenweltmeisterschaften 2016 in Sotschi. Dort gewann er in der Abfahrt die Silbermedaille und belegte im Super-G Rang sechs. Bei den österreichischen Meisterschaften am Ende der Saison gewann er die Bronzemedaille. Bei seiner zweiten Juniorenweltmeisterschaften 2017 in Åre konnte er nicht an seine Ergebnisse des Vorjahres anknüpfen und belegte die Ränge 16 und 22 in Abfahrt und Super-G. Im Dezember 2018 gewann er mit dem Super-G von Zauchensee sein erstes Europacup-Rennen und belegte am Saisonende Rang drei in der Disziplinenwertung.
Am 1. Dezember 2019 gab Babinsky in der Abfahrt von Lake Louise sein Weltcup-Debüt. Der erste Punktegewinn gelang ihm eineinhalb Monate später als 20. im Super-G von Gröden. Auch in der Kombination von Wengen konnte er sich mit Rang 23 in den Punkterängen klassieren. Im Jänner 2021 erreichte er mit Rang sieben im Super-G von Kitzbühel erstmals ein Spitzenresultat. Am 28. Jänner 2023 erzielte Babinsky mit einem vierten Platz beim Super-G von Cortina sein bestes Karriereergebnis. Am 5. März desselben Jahres konnte er diesen Erfolg beim Super-G von Aspen wiederholen. Nachdem er in Courchevel seine ersten Weltmeisterschaften bestritten hatte, schloss er die Weltcup-Disziplinenwertung erstmals unter den besten zehn ab. Im Jänner 2024 schaffte er als Vierter in der Hahnenkammabfahrt sein bestes Weltcup-Ergebnis in dieser Disziplin.
Babinsky ist aktiver Sportler des Heeressportzentrums des Österreichischen Bundesheers. Als Heeressportler trägt er derzeit den Dienstgrad Korporal.

## Erfolge

### Weltmeisterschaften
- Courchevel/Méribel 2023: 15. Super-G, 32. Abfahrt
- Saalbach-Hinterglemm 2025: 6. Super-G, 9. Abfahrt

### Weltcup
- 9 Platzierungen unter den besten zehn

### Weltcupwertungen
| Saison  | Gesamt | Gesamt | Abfahrt | Abfahrt | Super-G | Super-G | Kombination | Kombination |
| Saison  | Platz  | Punkte | Platz   | Punkte  | Platz   | Punkte  | Platz       | Punkte      |
| ------- | ------ | ------ | ------- | ------- | ------- | ------- | ----------- | ----------- |
| 2019/20 | 123.   | 24     | –       | –       | 40.     | 16      | 36.         | 8           |
| 2020/21 | 85.    | 61     | –       | –       | 27.     | 61      | –           | –           |
| 2021/22 | 88.    | 63     | 54.     | 5       | 28.     | 58      | –           | –           |
| 2022/23 | 47.    | 174    | 53.     | 9       | 10.     | 165     | –           | –           |
| 2023/24 | 37.    | 237    | 15.     | 109     | 15.     | 128     | –           | –           |
| 2024/25 | 39.    | 232    | 19.     | 121     | 21.     | 111     | –           | –           |

### Europacup
- Saison 2018/19: 8. Gesamtwertung, 3. Super-G-Wertung, 10. Kombinationswertung
- Saison 2019/20: 9. Super-G-Wertung
- Saison 2020/21: 6. Kombinationswertung
- Saison 2021/22: 7. Super-G-Wertung
- 5 Podestplätze, davon 2 Siege:

| Datum             | Ort        | Land       | Disziplin |
| ----------------- | ---------- | ---------- | --------- |
| 21. Dezember 2018 | Zauchensee | Österreich | Super-G   |
| 11. Februar 2022  | Kvitfjell  | Norwegen   | Super-G   |

### Juniorenweltmeisterschaften
- Sotschi 2016: 2. Abfahrt, 6. Super-G
- Åre 2017: 16. Abfahrt, 22. Super-G

### Weitere Erfolge
- Dritter der Österreichischen Meisterschaften in der Abfahrt 2016